# Manuden
Manuden is een civil parish in het bestuurlijke gebied Uttlesford, in het Engelse graafschap Essex met 677 inwoners.